# 射水市立塚原小学校
射水市立塚原小学校 （いみずしりつ つかはらしょうがっこう）は富山県射水市にある公立小学校。

## 通学区域
宮袋、松木、川口、朴木、坂東、寺塚原、沖塚原

## 進学先
- 射水市立新湊南部中学校

## 周辺
- 国道8号
- 富山県道11号新湊庄川線
- 明文堂書店 高岡射水店